# Cambridge (Ohio)
Pour les articles homonymes, voir Cambridge (homonymie).
Cambridge est une ville de l'État de l'Ohio, aux États-Unis.
Elle est le siège du comté de Guernsey.

## Histoire

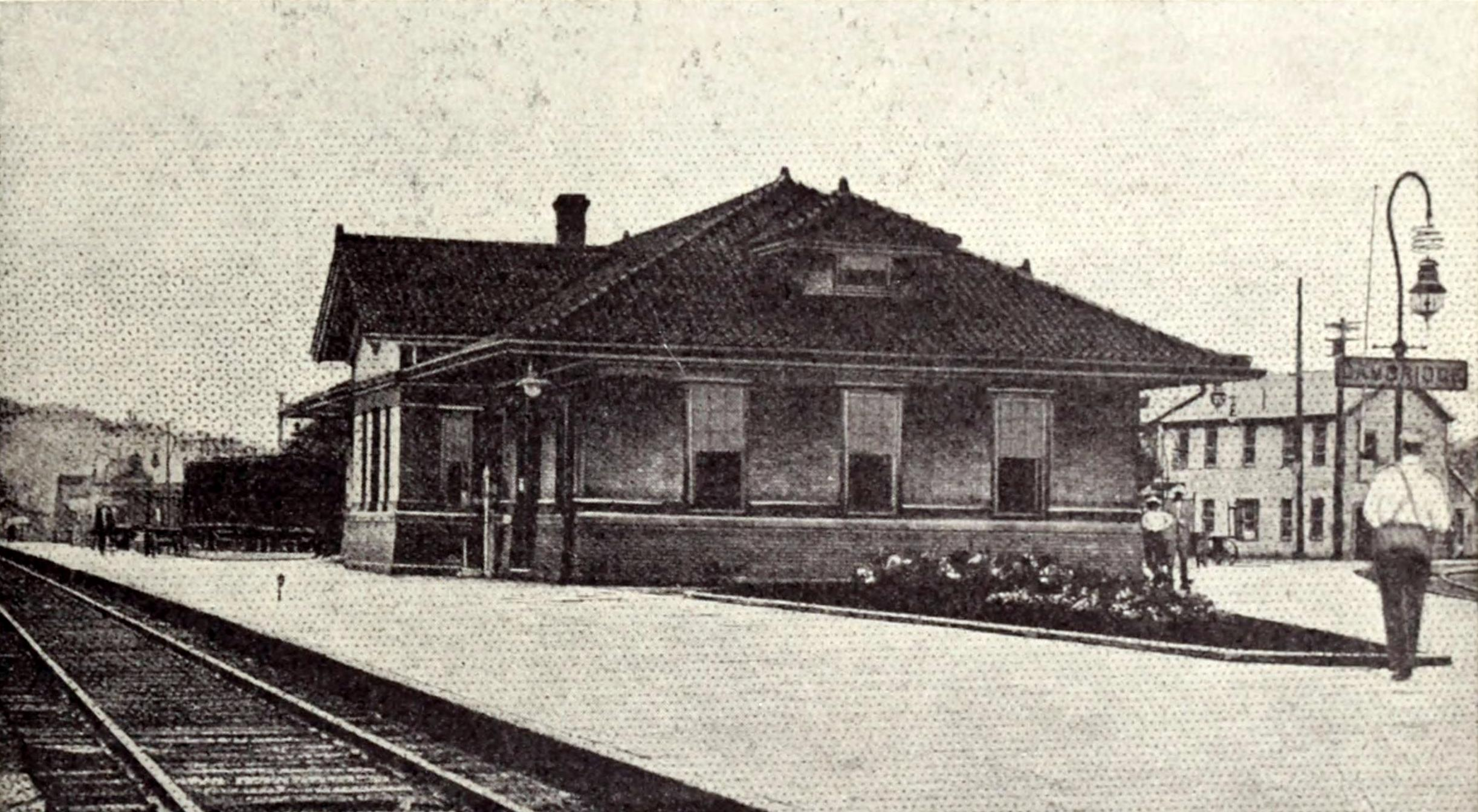
La gare vers 1914.

En 1796, le colonel Ebenezer Zane fut chargé par des investisseurs d'aménager une route carrossable entre l'appontement face à la halte fluviale de Wheeling, sur l'Ohio,  et Maysville (Kentucky) et les terres vierges de l'Ohio. Cette route, appelée Zane's Trace, traversant le ruisseau de Wills Creek, il fallut établir un bac en 1798, que l'administration des territoires du Nord-Ouest remplaça par un premier pont dès 1803. Les terrains sur lesquels la ville de Cambridge allaient s'édifier furent adjugés en 1801 à deux fermiers, Zaccheus Biggs et Zaccheus Beatty. Un village se constitua autour de l'estacade du ferry, puis en 1806, des colons venus de l'île de Guernesey vinrent grossirent la colonie, apparemment parce que les femmes de leur groupe refusaient de poursuivre plus avant vers l'ouest : le nom du comté rappelle l'importance historique de ces colons pour la région. La ville a été connectée au réseau routier fédéral en 1828, et par le chemin de fer en 1854. La ville de Cambridge a subi une inondation catastrophique à la fin juin 1998.

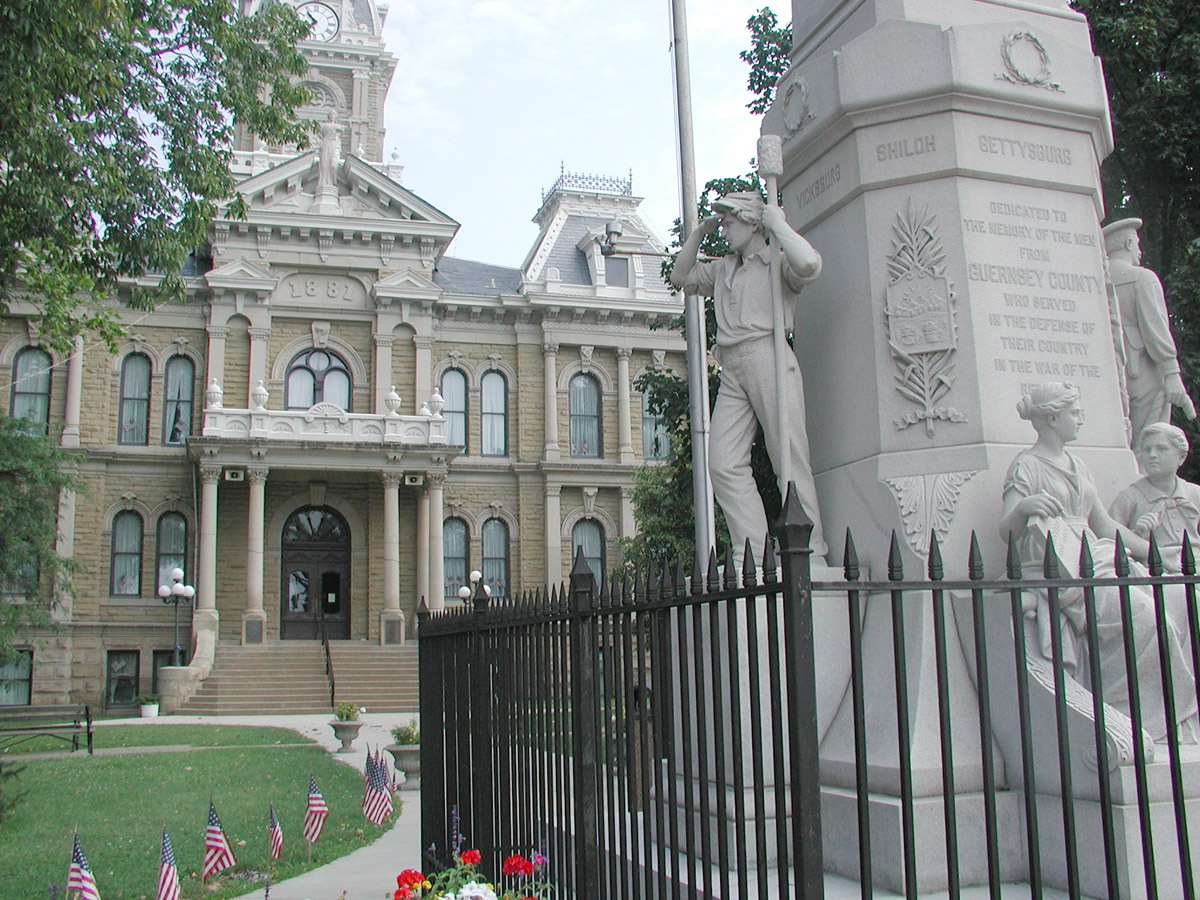
Le tribunal du comté de Guernsey.

La ville a connu la prospérité au XXe siècle grâce à une verrerie réputée pour ses vitres opaques, Cambridge Glass', fondée en 1873. Cette société produisit à partir des années 1920 des verres de couleurs, d'abord plutôt opaques puis de plus en plus translucides. Mais après la guerre, faute d'avoir su se lancer dans la fabrication de masse, elle dut interrompre ses activités, d'abord temporairement (1954-55), puis définitivement (1958), et ses actifs furent rachetés en 1960 par son concurrent Imperial Glass Company (qui lui même a fait faillite en 1984).

## Géographie
Cambridge est arrosée par le ruisseau de Wills Creek et l'un de ses affluents, Leatherwood Creek, qui traverse les faubourgs sud. Selon les données du Bureau du recensement des États-Unis, Cambridge a une superficie de  14,5 km² entièrement en surfaces terrestres..

## Démographie
Cambridge était peuplée, lors du recensement de 2000, de 11 520 habitants.

## Personnalités
Cambridge est la ville natale de l'astronaute John Glenn, le premier américain à effectuer un vol orbital autour de la Terre.